# Berteaucourt-lès-Thennes
Berteaucourt-lès-Thennes is een gemeente in het Franse departement Somme (regio Hauts-de-France) en telt 431 inwoners (1999). De plaats maakt deel uit van het arrondissement Montdidier.

## Geografie
De oppervlakte van Berteaucourt-lès-Thennes bedraagt 2,6 km², de bevolkingsdichtheid is 165,8 inwoners per km².
De onderstaande kaart toont de ligging van Berteaucourt-lès-Thennes met de belangrijkste infrastructuur en aangrenzende gemeenten.

## Demografie
Onderstaande figuur toont het verloop van het inwonertal (bron: INSEE-tellingen).